# Saint-Ouen-Domprot
Saint-Ouen-Domprot ist eine französische Gemeinde mit 201 Einwohnern (Stand: 1. Januar 2022) im Département Marne in der Region Grand Est (vor 2016 Champagne-Ardenne). Sie gehört zum Arrondissement Vitry-le-François sowie zum Kanton Vitry-le-François-Champagne et Der.

## Geographie
Saint-Ouen-Domprot liegt etwa 38 Kilometer südlich von Châlons-en-Champagne im Herzen der Trockenen Champagne an der Grenze zum Département Aube. Umgeben wird Saint-Ouen-Domprot von den Nachbargemeinden Humbauville im Norden und Nordwesten, Le Meix-Tiercelin im Norden, Somsois im Osten, Chapelaine im Südosten, Corbeil im Süden und Südosten, Bréban im Süden, Dampierre im Süden und Südwesten, Lhuître im Westen und Südwesten sowie Dosnon im Westen und Nordwesten.
Durch den Ort fließt der Puits, der in die Aube mündet.

## Demographie
| Jahr      | 1962 | 1968 | 1975 | 1982 | 1990 | 1999 | 2006 | 2018 |
| --------- | ---- | ---- | ---- | ---- | ---- | ---- | ---- | ---- |
| Einwohner | 269  | 244  | 184  | 200  | 222  | 206  | 214  | 205  |

## Sehenswertes
- Kirche Saint-Étienne, seit 1932 Monument historique
- Kirche Saint-Ouen, seit 1932 Monument historique

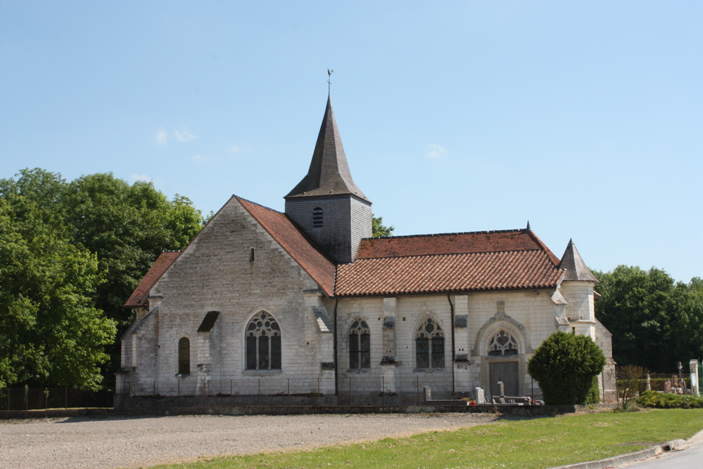
Kirche Saint-Étienne
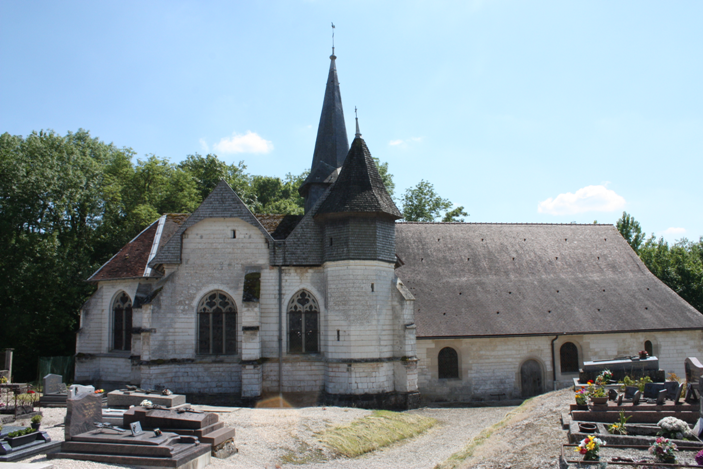
Kirche Saint-Ouen